# Daniel Braunsteins
Daniel Braunsteins, né le 10 avril 1988 à Melbourne, est un coureur cycliste australien.

## Palmarès et classements mondiaux

### Palmarès
- 2006
  - 2e du championnat d'Australie de cross-country juniors
  - 2e de la Baw Baw Classic
  - 3e du championnat d'Australie sur route juniors
- 2008
  - 1re étape du Tour des Grampians Sud (contre-la-montre)
  - Baw Baw Classic
  - 2e du Tour des Grampians Sud
  - 3e du Tour de Nouvelle-Calédonie
- 2009
  - 1re étape du Tour de Bright
  -  Médaillé d'argent au championnat d'Océanie sur route
  - 2e du Tour de Nouvelle-Calédonie
  - 2e du Tour de Bright
- 2010
  -  Champion d'Australie du critérium espoirs

### Classements mondiaux
| Année            | 2007 | 2008 | 2009 |
| ---------------- | ---- | ---- | ---- |
| UCI Oceania Tour | 72e  |      | 4e   |